# Кройцер
Кройцерът (среща се и наименованието „Крайцер“) е дребна сребърна монета, сечена от 1271 година в Мерано, южен Тирол. Наименованието идва от немски — Kreuzer, т.е. монета с кръст. От XVI век 60 крайцера се равнявали на 1 гулден, а 1 крайцер на четири пфенига. Интересното е, че кръстът в този случай не е само религиозен символ, а чисто практическа помощ за разделянето на монетата на пфениги. Тъй като златните и сребърните пари носят стойността си в себе си чрез металното си съдържание, в средновековието не се е смятало за нередно те да се делят на „дребни“ чисто механично, ако човек нямал нужния номинал под ръка. Резултатът се претеглял и така се определяла действителната му стойност. Находките на делени средовековни монети не са рядкост.
През 1857 година крайцерите били реноминирани спрямо австро-унгарския гулден в отношение 100:1, като в този момент вече били медна монета. Икономическата криза от 80-те години на 19. век принудила Австро-Унгария да премахне гулдена и да въведе австро-унгарската крона през 1892 година, с което изчезнали и крайцерите, заменени от халери.